# Commelina macrosperma
Commelina macrosperma är en himmelsblomsväxtart som beskrevs av John Kenneth Morton. Commelina macrosperma ingår i släktet himmelsblommor, och familjen himmelsblomsväxter. Inga underarter finns listade.